# Charlotte Parmentier-Lecocq
Pour les articles homonymes, voir Parmentier et Lecocq.
 (septembre 2024).
Charlotte Parmentier-Lecocq , née le 17 juillet 1977 à Pointe-à-Pitre (Guadeloupe), est une femme politique française.
Membre de La République en marche, elle est élue députée dans la sixième circonscription du Nord lors des élections législatives de 2017.
Lors des élections départementales de 2021, elle est élue conseillère départementale du Nord dans le canton de Templeuve-en-Pévèle.
Elle est réélue lors des élections législatives de 2022 et de 2024 sous l'étiquette Ensemble pour la République. En septembre 2024, elle rejoint le parti Horizons.
Le 27 septembre 2024, elle est nommée ministre déléguée chargée des Personnes handicapées au sein du gouvernement Michel Barnier. Le 23 décembre 2024, elle est nommée ministre déléguée chargée de l’autonomie et du handicap dans le gouvernement de François Bayrou.

## Jeunesse, études et parcours professionnel
Née en Guadeloupe, elle indique avoir « grandi à Avesnes-sur-Helpe puis à Maubeuge, dans une famille où l’on exerce des professions libérales : [son] père était commerçant dans le vin, [son] grand-père avocat, [ses] oncles et tantes pour la plupart chefs d’entreprises ». Elle ajoute que « [ses] parents votaient à droite toute ».
Elle est titulaire d'un DUT en Techniques de Commercialisation, et d'un master en sciences sociales et de gestion à l'Institut d'administration des entreprises de Lille,.
En 2009, Charlotte Lecocq crée L-conseil, cabinet spécialisé dans l'accompagnement des TPE-PME et des associations,.
Elle crée un Club d'investisseurs pour une gestion alternative et locale de l'épargne solidaire (Cigales) et est membre du Centre des Jeunes Dirigeants (CJD), un mouvement composé de jeunes entrepreneurs.
Mère de trois enfants, elle est passionnée d’équitation.

## Parcours politique

### Premiers engagements
Elle indique que son premier vote a été pour Jacques Chirac dès le premier tour de l'élection présidentielle de 2002, avec « une réserve » comme « pour tous les votes qui suivront ». Elle manifeste également « pour la première fois de [sa] vie » contre la présence de Jean-Marie Le Pen au second tour. Elle indique avoir voté pour François Bayrou au premier tour de l'élection présidentielle de 2007, et blanc aux seconds tours de 2007 et 2012.
Soutien « de la première heure » d'Emmanuel Macron, elle participe à sa campagne pour l'élection présidentielle de 2017. Indiquant avoir été « persuadée que le vainqueur de la primaire de droite serait élu à la présidentielle », elle précise avoir voté pour Bruno Le Maire au premier tour, puis pour Alain Juppé au second, notamment par hostilité au programme de François Fillon.

### Députée

#### Élections

##### En 2017
Elle est investie par La République en marche pour les élections législatives de 2017 dans la sixième circonscription du Nord après avoir milité sur le territoire de la cinquième. Elle est alors, selon La Voix du Nord, « peu connue en Pévèle » mais « fait partie des militants les plus actifs dans les Weppes », notamment pour avoir créé le club Cigales. Arrivée en tête du premier tour avec 38,03 % des voix, elle l'emporte au second avec 51,82 % des voix face au sortant Thierry Lazaro (Les Républicains), qui termine alors son cinquième mandat et « semblait indétrônable » selon La Voix du Nord,,.

##### En 2022
Réinvestie par Ensemble dans le cadre de la coalition de la majorité présidentielle, elle est réélue aux élections législatives françaises de 2022 avec un score de 63,07% des voix au second tour face à la candidate NUPES.

##### En 2024
Réinvestie par Ensemble pour la République dans le cadre de la coalition de la majorité présidentielle, elle est réélue aux élections législatives anticipées de 2024 avec un score de 60,31 % des voix au second tour face à la candidate Marie-Hélène Quatreboeufs grâce au retrait de la candidate LFI.
En septembre 2024, elle rejoint le groupe Horizons d'Édouard Philippe.

#### Exercice du mandat

##### Fonctions à l'Assemblée nationale
À l'Assemblée nationale, elle est membre de la commission des Affaires sociales. Après la nomination de Brigitte Bourguignon au sein du gouvernement Jean Castex durant l'été 2020, elle se présente pour lui succéder à la présidence de la commission ; elle échoue au second tour face à Fadila Khattabi. Elle est finalement élue présidente de la Commission des Affaires sociales le 18 septembre 2023, deux mois après la nomination de Fadila Khattabi au gouvernement en tant que Ministre déléguée chargée des Personnes handicapées dans le gouvernement d'Elisabeth Borne.
Membre du groupe parlementaire consacré au cheval, elle s'investit, début 2021, sur les mesures contre l’abandon des équidés dans le cadre d'une proposition de loi contre la maltraitance animale,.

### Conseillère départementale
Elle est candidate aux élections départementales de 2021 dans le canton de Templeuve-en-Pévèle, en binôme avec Luc Monnet, maire de Templeuve-en-Pévèle et conseiller départemental sortant. Elle est élue au second tour avec 50,76 % des voix face au binôme Joëlle Cottenye-Sylvain Clément.

### Ministre
Le 27 septembre 2024, elle est nommée ministre déléguée chargée des Personnes en situation de handicap, auprès du  ministre des Solidarités, de l’Autonomie et de l’Égalité entre les femmes et les hommes, au sein du gouvernement de Michel Barnier,. Cette annonce est effectuée plusieurs jours après l'annonce initiale de la composition du gouvernement et après une controverse liée à l'absence d'un ministère ou secrétariat d'État qui soit spécifiquement chargé du handicap,.
Après la chute du gouvernement Barnier, elle est reconduite dans ses fonctions (sous l'intitulé "ministre déléguée chargée de l’Autonomie et du Handicap") au sein du gouvernement Bayrou le 23 décembre 2024.

## Pour approfondir